# Andora faouzii
Andora faouzii is een zeester uit de familie Ophidiasteridae.
De wetenschappelijke naam van de soort werd in 1938 gepubliceerd door Macan.